# Santa Maria della Carità (Nápoly)
A Santa Maria della Carità templom Nápoly történelmi központjában.

## Története
A templomot a 16. században alapították, bár a történészek soraiban nincs egyetértés erről. 1627-ig a Carlo Carafa által alapított Pii Operai Catechisti Rurali kongregáció birtokolta. 1633-tól egy nemesi kongregáció vette át. 1694-ben az egyházközség plébániatemploma a közeli San Liborio lett. A francia uralom idején a Nápolyi Királyságban (19. század elején) a templomot felszámolták, s csak a királyság visszaállítása után nyitották meg ismét 1823-ban. A templomot a 19. századi hagyományoknak megfelelően újították fel. Festményeit Andrea Malinconico, Pietro Arena és Santolo Cirillo festették. Az eredeti oltárkép a francia uralom idején elveszett. Miután a San Liberiót bezárták, ismét plébániatemplommá vált. 